# إليزه ماكاي
إليزه ماكاي (بالإنجليزية: Elsie Mackay) هي ممثلة أمريكية، ولدت في 1894 في رويببورن في أستراليا، وتوفيت في 1963 في ملبورن في أستراليا.

## وصلات خارجية
- إليزه ماكاي على موقع IMDb (الإنجليزية)
- إليزه ماكاي على موقع قاعدة بيانات برودواي على الإنترنت (الإنجليزية)
- إليزه ماكاي على موقع كينوبويسك (الروسية)